# Wiączyń Górny
Wiączyń Górny – dawniej podłódzka wieś, obecnie peryferyjne osiedle Łodzi na Widzewie. Stanowi część osiedla administracyjnego Mileszki. Rozpościera się w rejonie ulicy Malowniczej, na wschodzie miasta.

## Historia
Dawniej samodzielna miejscowość, od 1867 w gminie Nowosolna. W okresie międzywojennym należał do powiatu łódzkiego w woj. łódzkim. W 1921 roku Wiączyń Górny liczył 298 mieszkańców. 1 września 1933 utworzono gromadę (sołectwo) Wiączyń Górny w granicach gminy Nowosolna, składającą się z samej wsi Wiączyń Górny.
Podczas II wojny światowej włączone do III Rzeszy. Po wojnie Wiączyń Górny powrócił do powiatu łódzkiego w woj. łódzkim jako jedna z 7 gromad gminy Nowosolna. W związku z reorganizacją administracji wiejskiej jesienią 1954, Wiączyń Górny wszedł w skład nowej gromady Nowosolna. W 1971 roku ludność wsi wynosiła 362.
Od 1 stycznia 1973 ponownie w gminie Nowosolna w powiecie łódzkim. W latach 1975–1987 miejscowość należała administracyjnie do województwa łódzkiego.
1 stycznia 1988 Wiączyń Górny (342,53 ha) włączono do Łodzi.